# 鳥與蜜蜂
鳥與蜜蜂（英語：the bird and the bee）是來自美國加州洛杉磯的一個獨立製作的雙人音樂組合。由「鳥」－依娜拉·喬治與「蜜蜂」－格萊格·科爾斯汀所組成。科爾斯汀是音樂製作人、鍵盤手，並曾經跟許多知名的歌手合作過，如：莉莉·艾倫、凯莉·米洛、蘇菲·艾利斯-貝斯特、貝克、烈焰紅唇合唱團、嗆辣紅椒合唱團等等，而他本身也是另一個樂團Geggy Tah的成員之一。依娜拉·喬治和格萊格·科爾斯汀第一次見面是在依娜拉的首張個人專輯的製作中。他們隨後決定一起合作一個融合爵士和電子樂的音樂計畫。他們的首張單曲《Again and Again and Again and Again》在2006年的10月31日發行，而首張同名正式專輯也緊接著在2007年的1月23日發行。

## 歷史

### 2006–07 年：《Formation》與《The Bird and the Bee》
2007年1月23日，兩人發行了首張同名錄音室專輯《The Bird and the Bee》，獲得了好評。AllMusic評價其“讓人無法抗拒”，“處處都充滿魅力和愉悅”。